# Amos Bairoch

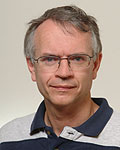
Amos Bairoch

Amos Bairoch (* 22. November 1957 in Clamart)  ist ein Schweizer Bioinformatiker.

## Leben
Bairoch studierte und promovierte (1990) an der Universität Genf (Lizenziat in Chemie und Biochemie 1981, Diplom 1983), an der er später Professor wurde (Maitre-Assistant 1987, Professeur adjoint ab 2001). Er war einer der Gründer des Swiss Institute of Bioinformatics (Schweizer Institut für Bioinformatik, SIB) in Genf und leitet dort die CALIPHO-Gruppe.
Von ihm stammen Pionierbeiträge aus der Bioinformatik zur Proteomik. Noch als Student entwickelte er PC/Gene (eine Software zur Analyse von Protein- und Nukleinsäuresequenzen, die auch kommerziell vermarktet wurde und aus der später Swiss-Prot entstand). Ab 1986 entwickelte er die Proteinsequenz-Datenbank Swiss Prot/UniProtKB, die zunächst per Hand kommentiert wurden, in einer Erweiterung in Zusammenarbeit mit dem EMBL wurde die Aufnahme automatisiert. 1988 erstellte er mit Mitarbeitern die Datenbank für Proteinfamilien und -domänen PROSITE und 1993 mit Ron Appel das Expertensystem und Portal ExPASy (das erste World Wide Web Portal für Proteinsequenzen).
Später gründete Bairoch die Informationsquelle „Cellosaurus“ mit dem Ziel, alle in der biomedizinischen Forschung verwendeten Zelllinien zu dokumentieren. Der Cellosaurus wird von der CALIPHO-Gruppe am Schweizer Institut für Bioinformatik bereitgestellt. Es sind dort eine Fülle manuell kuratierter Informationen zu finden, inklusive Weblinks und Publikationshinweise sowie Querverweise auf mehr als 70 verschiedene Datenbanken, Ontologien, Zellsammlungen und andere relevante Ressourcen. Infolge der COVID-19-Pandemie beinhaltet der Cellosaurus seit März 2020 auch eine häufig aktualisierte Informationsseite über die für die Untersuchung von SARS-CoV-2 nützlichen Zelllinien.
2004 erhielt er den Europäischen Latsis-Preis und 2010 den Otto Naegeli-Preis.